# Багрянник
Багря́нник, или Багря́ник, или Це́рцис (лат. Cērcis) — род деревьев или кустарников семейства Бобовые (Fabaceae).

## Распространение и экология
Представители рода распространены в Северной Америке, Средиземноморье, Юго-Восточной и Восточной Азии.
Размножают посевом семян осенью, отводками и зимними черенками.

## Биологическое описание
Листопадные деревья высотой до 18 м или кустарники. Ствол покрыт чёрно-бурой трещиноватой корой. Кора многолетних ветвей оливково-коричневато-серая, однолетних — красноватая, гладкая.
Листья простые, цельные, почти округлые или яйцевидные с сердцевидным основанием, цельнокрайные, с пальчатым жилкованием, черешковые, расположенные спирально. Прилистники мелкие, линейные, рано опадающие.
Цветки неправильные, в пучках или кистях, в пазухах листьев на ветках старше двух лет и даже на стволах (каулифлория). Прицветники мелкие, опадающие или отсутствуют совсем. Венчик мотыльковый. Чашечка широко колокольчатая, слегка косая, утолщённая, с короткими широкими тупыми зубцами. Лепестки в числе 5, розовые или фиолетовые, расходящиеся; тычинок 10, свободных, нити их при основании опушённые; завязь на короткой ножке.
Бобы на ножке, плоские, по спинному шву более или менее узко-крылатые, раскрывающийся, 4—7-семянный. Семена округло-удлинённые, плоские, гладкие.
Растения цветут до распускания листьев или одновременно.
| |  |  |  |
| Слева направо: Лист (Церцис китайский). Цветочные почки (Церцис канадский). Цветки (Cercis occidentalis). Плоды (Церцис европейский). |  |  |  |

## Классификация

### Виды
Род насчитывает от 6 до 10 видов, некоторые из них:
- Cercis canadensis L. — Багрянник канадский
- Cercis chinensis Bunge — Багрянник китайский
- Cercis chingii Chun — Багрянник Циня
- Cercis chuniana F.P.Metcalf
- Cercis gigantea ined.
- Cercis glabra Pamp. — Багрянник голый (Церцис голый)
- Cercis griffithii Boiss. — Багрянник Гриффита
- Cercis occidentalis Torr. ex A.Gray — Багрянник западный
- Cercis racemosa Oliv. — Багрянник кистевой
- Cercis siliquastrum L. — Багрянник европейский, или Иудино дерево

### Таксономия
Род Церцис входит в трибу Багряниковые (Cercideae) подсемейства Цезальпиниевые (Caesalpinioideae) семейства Бобовые (Fabaceae) порядка Бобовоцветные (Fabales).
|  |                                      |  |                                                             |                                                             |                   |  | ещё 3 семейства (согласно Системе APG II) | ещё 3 семейства (согласно Системе APG II)    |                                              |  |  |  | ещё 3 трибы (согласно Системе APG II) | ещё 3 трибы (согласно Системе APG II) |                  |  |  |  |  |
|  |                                      |  |                                                             |                                                             |                   |  | ещё 3 семейства (согласно Системе APG II) | ещё 3 семейства (согласно Системе APG II)    |                                              |  |  |  | ещё 3 трибы (согласно Системе APG II) | ещё 3 трибы (согласно Системе APG II) | от 6 до 10 видов |  |  |  |  |
|  |                                      |  |                                                             | порядок Бобовоцветные                                       |                   |  |                                           |                                              | подсемейство Цезальпиниевые                  |  |  |  |                                       | род Церцис                            |                  |  |  |  |  |
|  |                                      |  |                                                             | порядок Бобовоцветные                                       |                   |  |                                           |                                              | подсемейство Цезальпиниевые                  |  |  |  |                                       | род Церцис                            |                  |  |  |  |  |
|  | отдел Цветковые, или Покрытосеменные |  |                                                             |                                                             | семейство Бобовые |  |                                           |                                              | триба Багряниковые                           |  |  |  |                                       |                                       |                  |  |  |  |  |
|  | отдел Цветковые, или Покрытосеменные |  |                                                             |                                                             |                   |  |                                           |                                              |                                              |  |  |  |                                       |                                       |                  |  |  |  |  |
|  |                                      |  | ещё 44 порядка цветковых растений (согласно Системе APG II) | ещё 44 порядка цветковых растений (согласно Системе APG II) |                   |  |                                           | ещё 2 подсемейства (согласно Системе APG II) | ещё 2 подсемейства (согласно Системе APG II) |  |  |  | ещё 5 родов                           | ещё 5 родов                           |                  |  |  |  |  |
|  |                                      |  |                                                             | ещё 44 порядка цветковых растений (согласно Системе APG II) |                   |  |                                           |                                              | ещё 2 подсемейства (согласно Системе APG II) |  |  |  |                                       | ещё 5 родов                           |                  |  |  |  |  |